# ラフマ
ラフマ（羅布麻、Apocynum venetum）は、中国北部・西部原産のキョウチクトウ科の多年草。葉を薬草あるいは飲用（羅布麻茶）に用いる。
ロプノール（羅布泊）周辺に多く、昔は繊維を採って利用したことから羅布麻の名がある。民間で薬草あるいは飲用に用いられ、葉は羅布麻茶、燕龍茶（ヤンロンちゃ）などと称して市販もされる。
日本では北海道から東北地方日本海側に変種のバシクルモン（A. venetum var. basikurumon）が自生する。この名称はアイヌ語名のパシクルムン（paskur-mun カラスの草）に由来し、またオショロソウとも呼ばれる。
バシクルモン属は北半球の温帯に広く分布し、急性毒性の強い強心配糖体を含む種もある。学名Apocynum はギリシャ語で「犬除け」の意味で、犬に対して毒性があるためともいわれる。
ラフマ葉は毒性成分をほとんど含まず、ケルセチンなどのフラボノイドを多く含むことが明らかにされている。ただし根には強心配糖体があり有毒とされる。

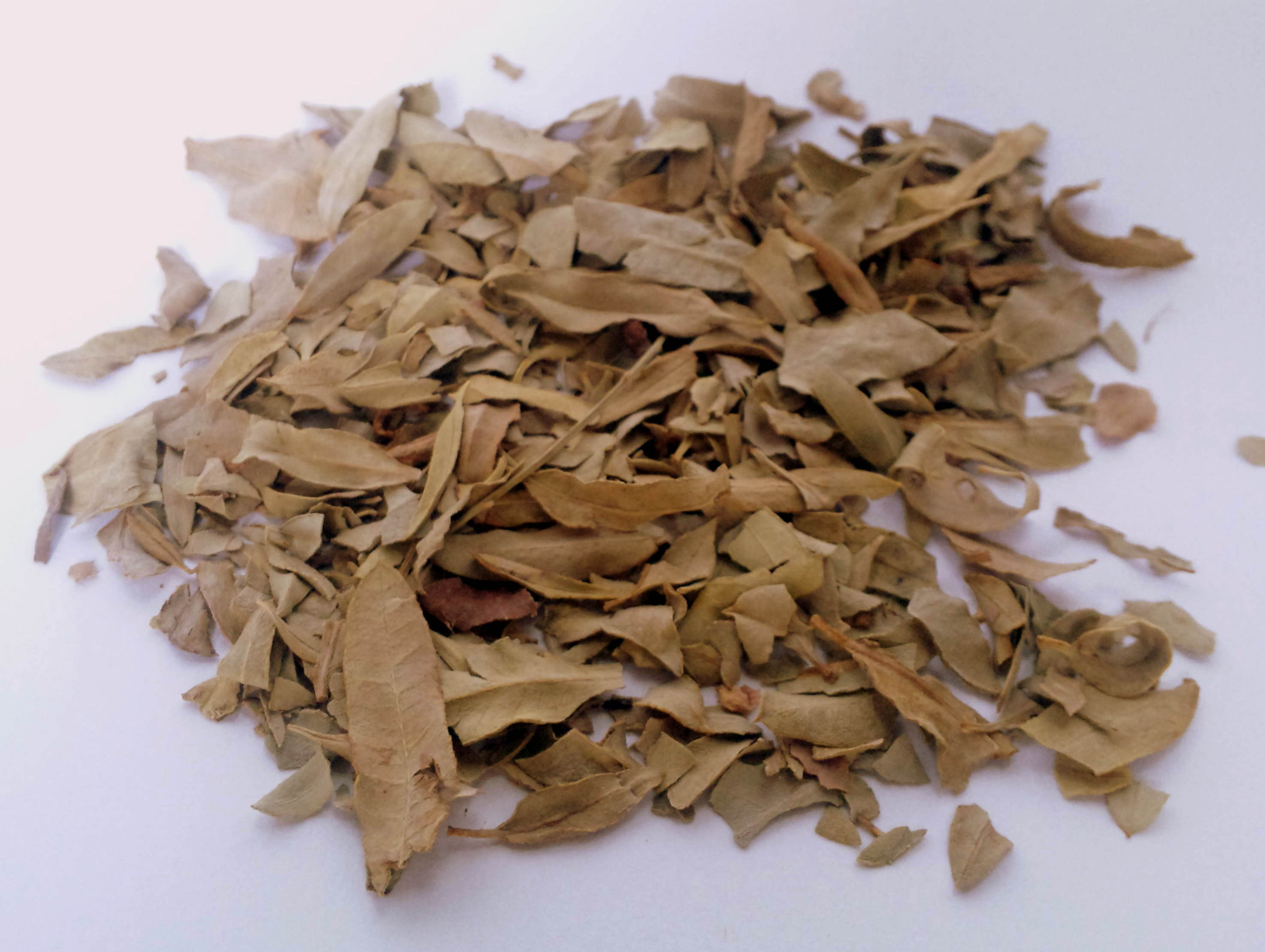
羅布麻茶の茶葉